# Yukon (песня)
«Yukon» — песня канадского певца Джастина Бибера. Она была выпущена на американское ритм-радио лейблами Def Jam Recordings и ILH Productions в качестве второго сингла его седьмого студийного альбома Swag 22 июля 2025 года. Бибер написал песню совместно с продюсерами Дижоном Дуэньясом, Картером Лэнгом, Диланом Уиггинсом и Дэниелом Четритом, а также 2 Chainz, Эминемом, Havoc, Дэвидом Уайтом, Джоном Медорой и Робертом Кроуфордом.

## Композиция
«Yukon» была описана как одна из песен Swag, которые «кажутся размышлениями в реальном времени, которые часто занимают разум Бибера». Поп-песня, в которой присутствуют импровизации 2 Chainz, её тон сравнивали с музыкой SZA, а высокий вокал Бибера — с вокалом Фрэнка Оушена на его альбоме Blonde (2016).

## Отзывы
Янник Гёльц из Laut.de считает, что эта песня «символизирует весь проект: простая, эффективная поп-формула, дополненная оптимальным количеством сдержанно интересных идей». Адам Уайт из The Independent описал её как «нервный кусочек меланхолии в стиле SZA, голос Бибера настолько высокий, что можно было поклясться, что приглашённый вокалист не был указан в трек-листе». Линдси Хэвенс из Billboard поставила её на одиннадцатое место среди треков альбома, сказав, что «если бы она не была включена в его собственный альбом, было бы трудно догадаться, что „Yukon“ — это трек Бибера», но «если бы не его собственный бэк-вокал, который, несомненно, принадлежит JB».

## Чарты

### Еженедельные чарты
| Чарт (2025)                           | Высшая позиция |
| ------------------------------------- | -------------- |
| Австралия (ARIA)                      | 19             |
| Бразилия (Billboard Brasil Hot 100)   | 70             |
| Канада (Billboard Canadian Hot 100)   | 8              |
| Дания (Tracklisten)                   | 19             |
| Мир (Billboard Global 200)            | 14             |
| Ирландия (IRMA)                       | 31             |
| Нидерланды (Single Top 100)           | 88             |
| Новая Зеландия (Recorded Music NZ)    | 17             |
| Норвегия (IFPI Norge)                 | 49             |
| Швеция (Sverigetopplistan)            | 68             |
| Великобритания (OCC UK Singles)       | 24             |
| Великобритания (OCC UK Hip Hop/R&B)   | 5              |
| США (Billboard Hot 100)               | 17             |
| США (Billboard Hot R&B/Hip-Hop Songs) | 3              |
| США (Billboard Rhythmic)              | 15             |